# 旅行者下痢
旅行者下痢（りょこうしゃげり）は、渡航者下痢とも呼ばれ、主に国外旅行者が滞在先、あるいは帰国後10日以内に3回/日の下痢症状が起こった状態である。複数の病原体が原因になることもある。

## 原因
病原性と非病原性に大別される。

### 非病原性
水、油や香辛料、環境の変化によるストレス、薬剤（抗生物質）、腐敗した食物。
- 水
  - 軟水の日本に対し、世界では硬水の地域が多く、含有されるミネラル分により腸が刺激され、人によって下痢となる[1]。
- 油や香辛料
  - 香辛料を多く含む料理や、変質した油脂の刺激によって下痢となる[1]。
- 環境の変化によるストレス
  - 環境の変化や時差ボケによる肉体的疲労や精神的ストレスは、腸運動に変調もたらし、人によって下痢となる[1]。
- 薬剤
  - 抗生物質の服用によって腸内細菌叢が変化し、下痢を起こしやすくなる[1]。

### 病原性
一般的な下痢を伴う感染症の病原体が多く、細菌やウイルスなどの病原体、まれに原注や寄生虫などが原因となる。主なものとして、サルモネラ菌(Salmonella)、病原性大腸菌(enterotoxigenic Escherichia coli)、プレシオモナス・シゲロイデス(Plesiomonas shigelloides)、腸炎ビブリオ(Vibrio parahaemolyticus)、赤痢菌(Shigella)、コレラ菌(Vibrio cholerae)などへの感染が全体の約30%と報告がある。この他に原虫、セレウス菌(Bacillus cereus)、A型肝炎ウイルス、E型肝炎ウイルス、赤痢アメーバ(Entamoeba histolytica)、パラチフス(Paratyphi A)、ノロウイルス、ロタウイルス、カンピロバクターなど。

#### 主要感染症の早見表
|                                  | 細菌性赤痢                                   | コレラ                                         | 腸チフス                                            | パラチフス                               | 腸管出血性大腸菌（EHEC）感染症                                                 | 腸炎ビブリオ感染症                       | サルモネラ感染症                                         | A型肝炎                            | E型肝炎                                    | ノロウイルス感染症               |
| -------------------------------- | -------------------------------------------- | ---------------------------------------------- | --------------------------------------------------- | ---------------------------------------- | ------------------------------------------------------------------------------ | ---------------------------------------- | -------------------------------------------------------- | ---------------------------------- | ------------------------------------------ | -------------------------------- |
| 病原体                           | 赤痢菌                                       | ビブリオ属コレラ菌                             | サルモネラ属菌の一部菌株                            | サルモネラ属菌の一部菌株                 | O157などの腸管出血性大腸菌（ベロ毒素を産生するもの）                           | ビブリオ属腸炎ビブリオ                   | サルモネラ属菌                                           | ピコルナウイルス科 A型肝炎ウイルス | E型肝炎ウイルス                            | カリシウイルス科 ノロウイルス    |
| 主な感染源、原因食品             | 種々の食品、飲料水、感染者の糞便、サル       | 魚介類、飲料水、感染者の糞便                   | 種々の食品、飲料水、感染者の糞便、ネズミ            | 種々の食品、飲料水、感染者の糞便、ネズミ | 生の牛肉、ウシ                                                                 | 貝類などの魚介類                         | 生肉、生の鶏卵、家畜、鳥、爬虫類                         | 貝類などの魚介類                   | 豚肉、鹿肉、ブタやシカなどの哺乳類、飲料水 | 種々の食品、感染者の糞便         |
| 二次感染（ヒトからヒトへの伝染） | 多い                                         | あり                                           | 多い                                                | 多い                                     | あり                                                                           | 稀                                       | あり                                                     | 稀                                 | 稀                                         | 多い                             |
| 主な症状                         | 激しい腹痛、下痢、血便、発熱                 | 水様性下痢、嘔吐、脱水症状                     | 高熱、頭痛、筋肉痛、倦怠感、発疹                    | 腸チフスと似たような症状が現れる         | 出血性大腸炎（激しい腹痛、下痢、血便、風邪様症状）                             | 腹痛、下痢、嘔吐                         | 発熱、腹痛、下痢、嘔吐                                   | 発熱、倦怠感、食欲不振、黄疸       | A型肝炎と似たような症状が現れる            | 腹痛、嘔吐、下痢                 |
| 糞便の性状                       | 水様便、ときに血便                           | 「米のとぎ汁」と形容されるほどの真っ白な水様便 | 水様便                                              | 水様便                                   | 水様便、ときに血便                                                             | 水様便                                   | 水様便                                                   | 水様便、ときに白色                 | 水様便、ときに白色                         | 水様便                           |
| 血便（下血）                     | 多い                                         |                                                | 重症例ではあり                                      | 重症例ではあり                           | 多い                                                                           | 重症例ではあり                           | 重症例ではあり                                           |                                    |                                            |                                  |
| 腹痛                             | 激しい                                       | 軽い                                           | 重症例では激しい                                    | 重症例では激しい                         | 激しい                                                                         | 強い                                     | 強い                                                     | あり                               | あり                                       | あり                             |
| 嘔吐                             | 少ない                                       | 多い                                           |                                                     |                                          | 少ない                                                                         | あり                                     | あり                                                     | あり                               | あり                                       | 激しい                           |
| 発熱                             | あり                                         | 少ない                                         | 高熱（38℃以上）                                     | 高熱                                     | 軽度（37℃台）                                                                  | 軽度                                     | 多い                                                     | 多い                               | 多い                                       | 軽度                             |
| 合併症                           | 溶血性尿毒症症候群(HUS)、ライター症候群      | 重度の脱水症状                                 | 腸穿孔、敗血症                                      | 腸穿孔、敗血症                           | 溶血性尿毒症症候群(HUS)、急性腎不全、溶血性貧血、血栓性血小板減少性紫斑病(TTP) |                                          |                                                          | 稀に劇症肝炎                       | 劇症肝炎                                   |                                  |
| 予防法                           | 生ものや生水を避ける、食前の加熱殺菌、手洗い | 魚介類の生食を避ける、食前加熱                 | 腸チフスワクチン接種 食前加熱、手洗い、ネズミの駆除 | ネズミの駆除、食前加熱、手洗い           | 牛肉の生食を避ける、加熱殺菌、冷凍冷蔵、動物に触れた後の手洗い                 | 魚介類の生食を避ける、加熱殺菌、冷凍冷蔵 | ネズミの駆除、動物に触れた後の手洗い、加熱殺菌、冷凍冷蔵 | A型肝炎ワクチン接種                | 肉類の生食を避ける、生水を飲まない         | 食前加熱、手洗い、二次感染の防止 |
| 感染症法                         | 三類感染症                                   | 三類感染症                                     | 三類感染症                                          | 三類感染症                               | 三類感染症                                                                     |                                          |                                                          | 四類感染症                         | 四類感染症                                 |                                  |

## 予防
飲食物
十分な衛生管理が行われている施設で提供されている飲食物のみとして、街頭販売される飲食物の摂取は避けるべきとされる。推奨されるものとして、「加熱調理され湯気が上がっている熱い食物」、「皮をむいて食べる果物」「密封されたボトルで提供された水」
予防接種
特定の感染症が流行している地域へ向かう場合、その感染症のワクチンが接種可能ならば予防策となりうる。抗生物質の予防投与は行われない。

## 治療
症状が続くようなら、医療機関での診療が必要となる。
特に激しい下痢や回数が多い下痢、血便、高熱がみられる場合は速やかに医師に相談すること。